# Sector Botanica
Botanica es uno de los cinco sectores en los que se divide administrativamente Chișinău, la capital de Moldavia. La administración local se rige por un pretor nombrado por la administración de la ciudad. Gobierna sobre una parte de la ciudad de Chișinău (la parte sur), la ciudad de Sîngera y la comuna de Băcioi. La densidad de rusos y ucranianos es un poco más alta que en otros barrios de la capital.
Botanica es uno de los sectores más pintorescos de Chișinău, pues alberga un zoológico y un jardín botánico, que da nombre al sector. El sector es de fácil acceso desde el resto de la ciudad y también incluye un centro comercial y el segundo estadio más grande de Moldavia, el estadio Zimbru.

## Lugares destacados

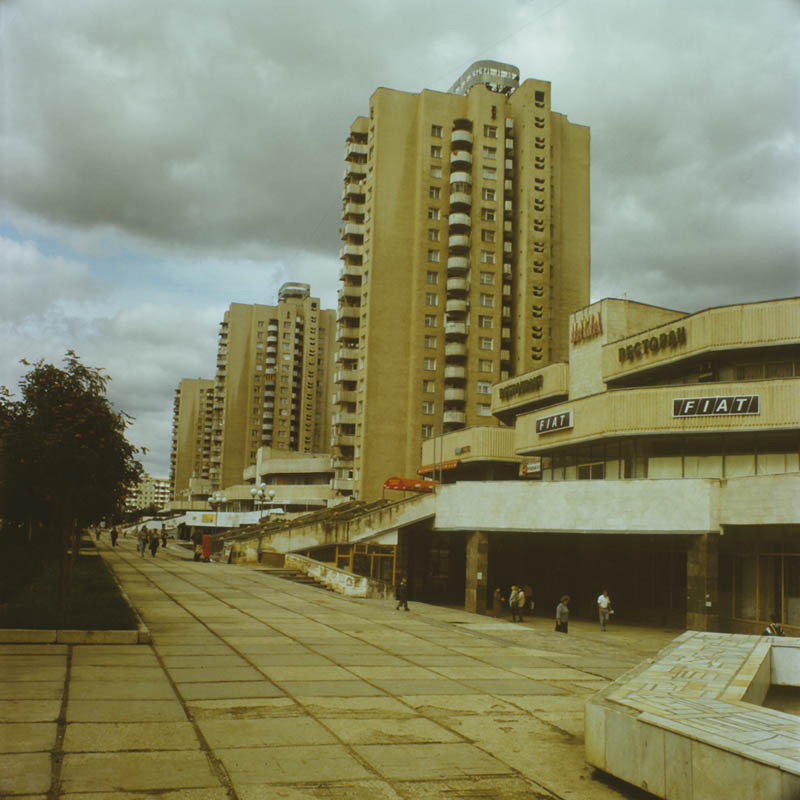
Bulevar Dacia (1993)
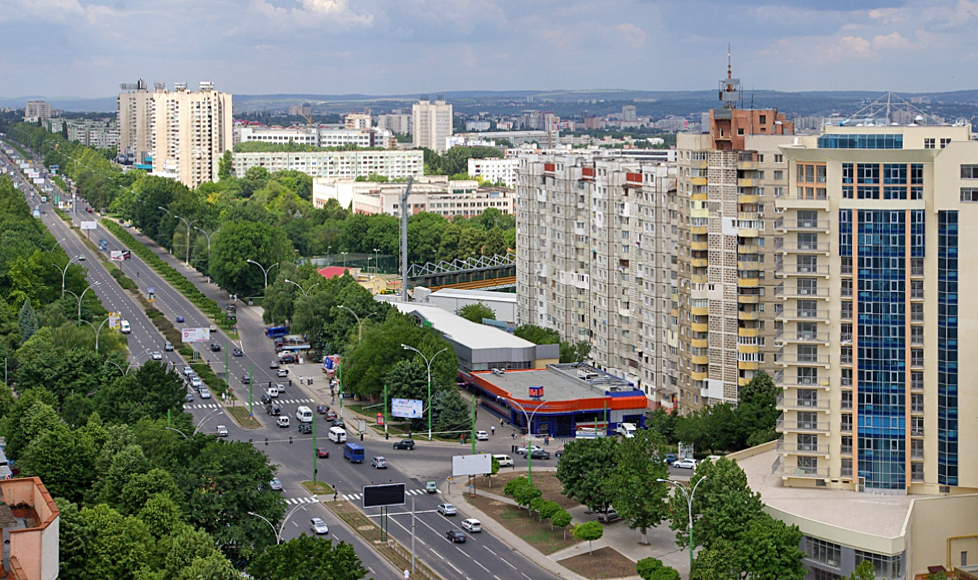
Bulevar Dacia (presente)
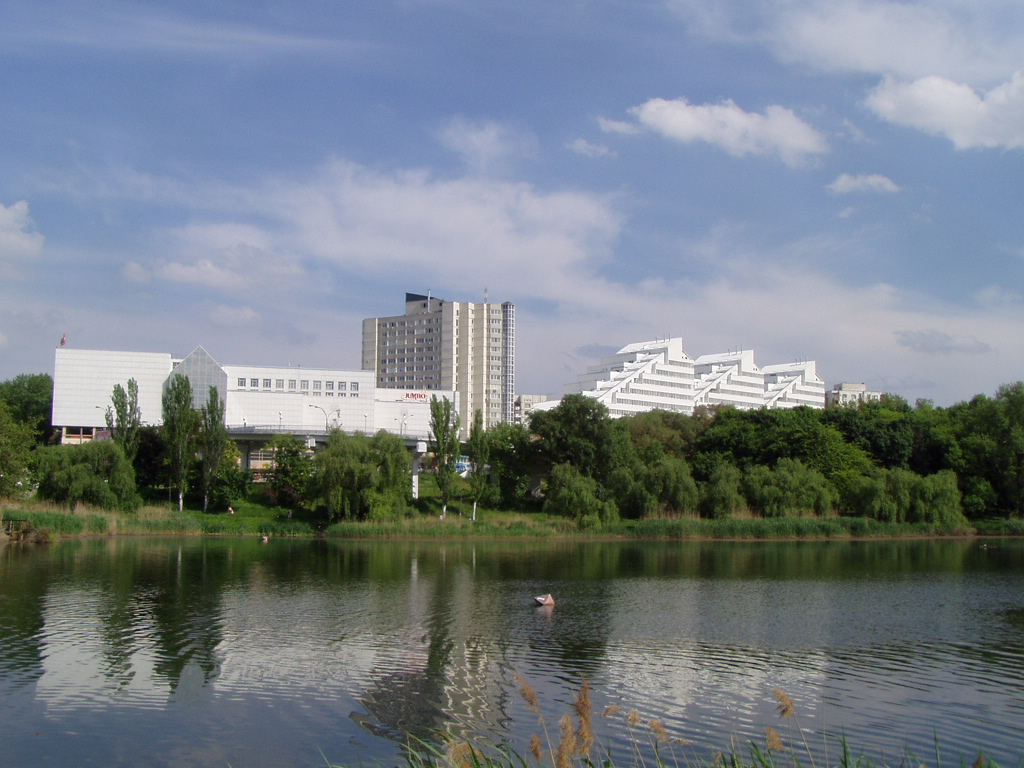
Jardín botánico
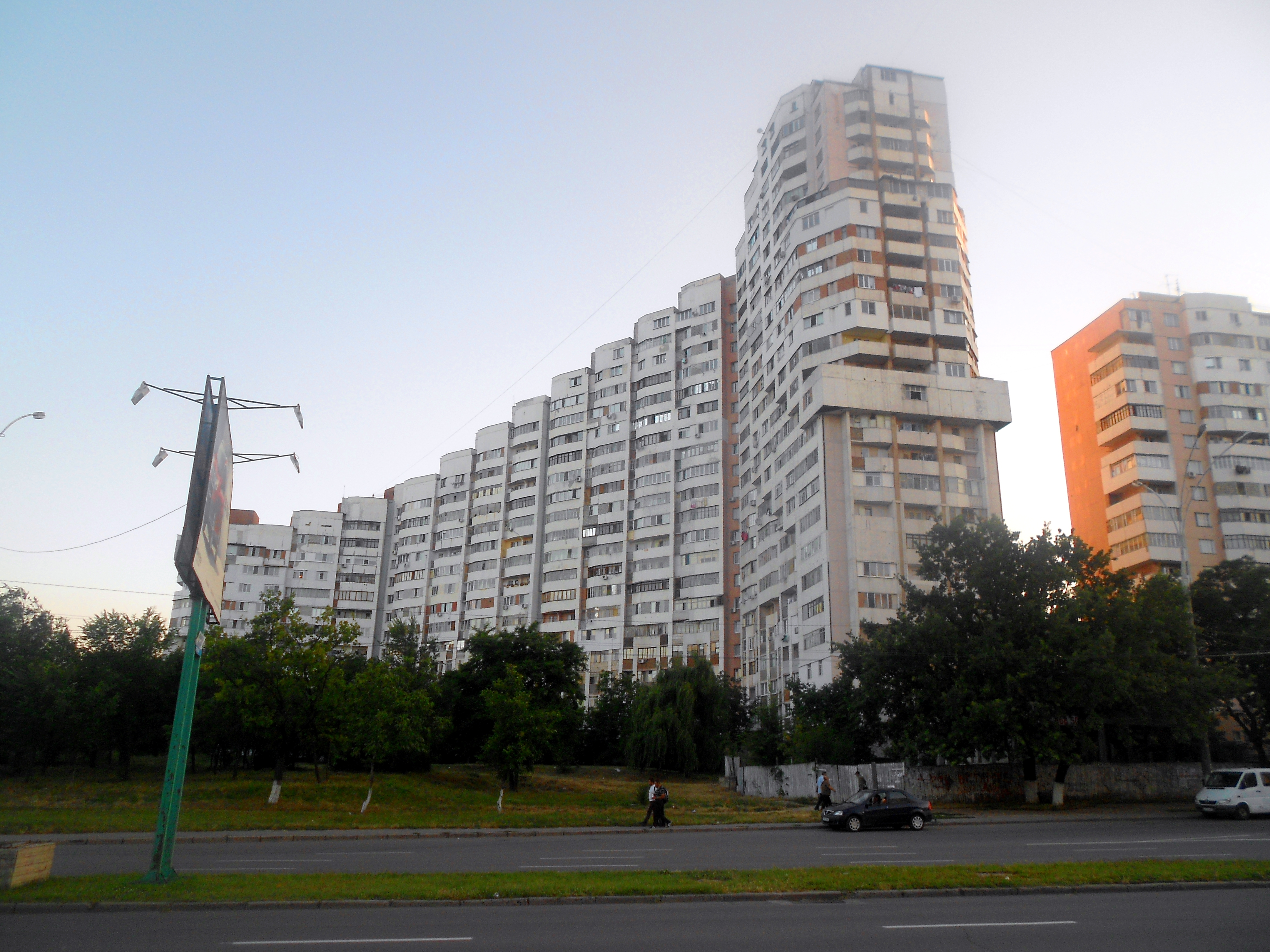
Una de las puertas de la ciudad
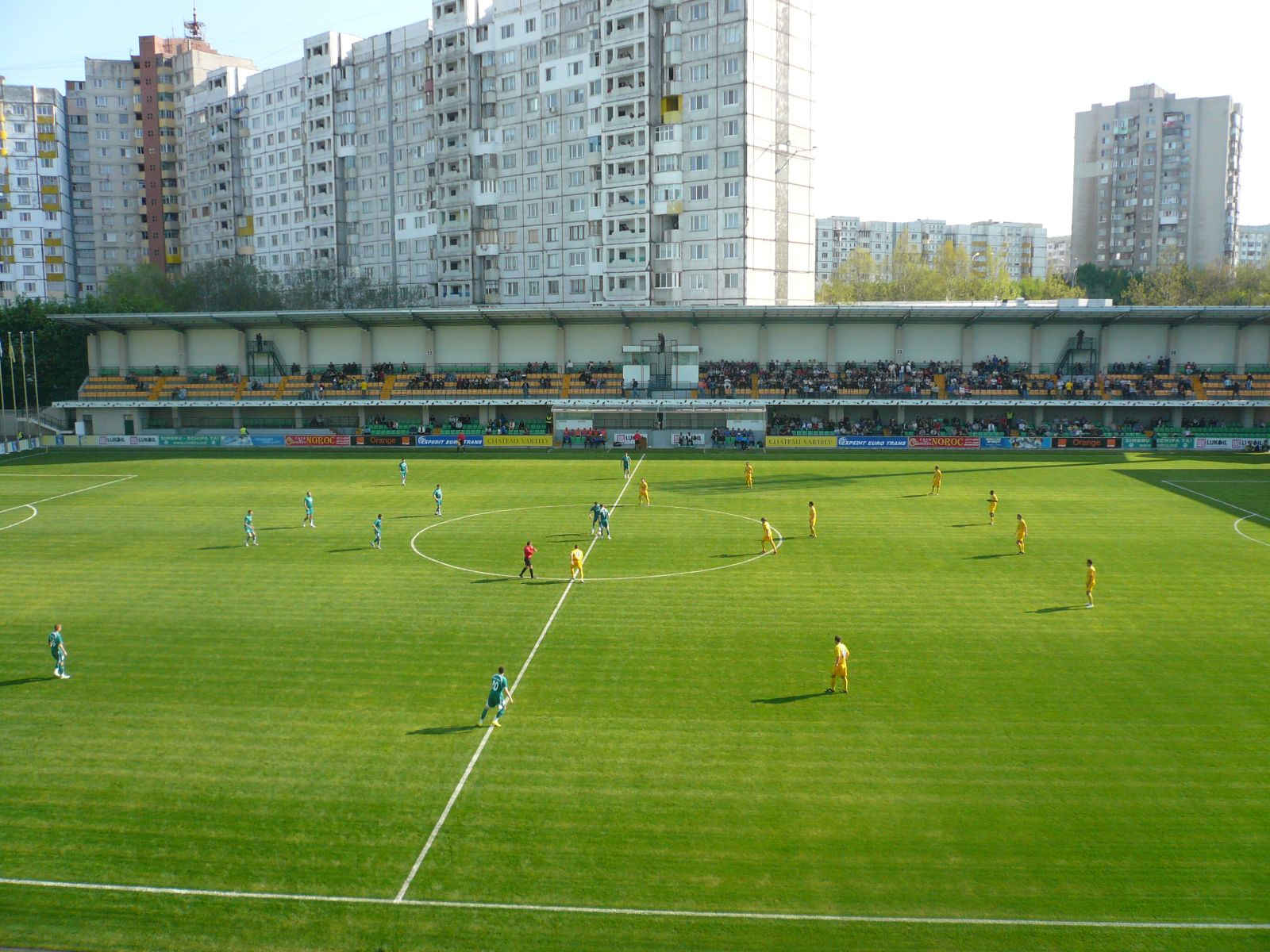
Estadio Zimbru